# Grabkammer Malente

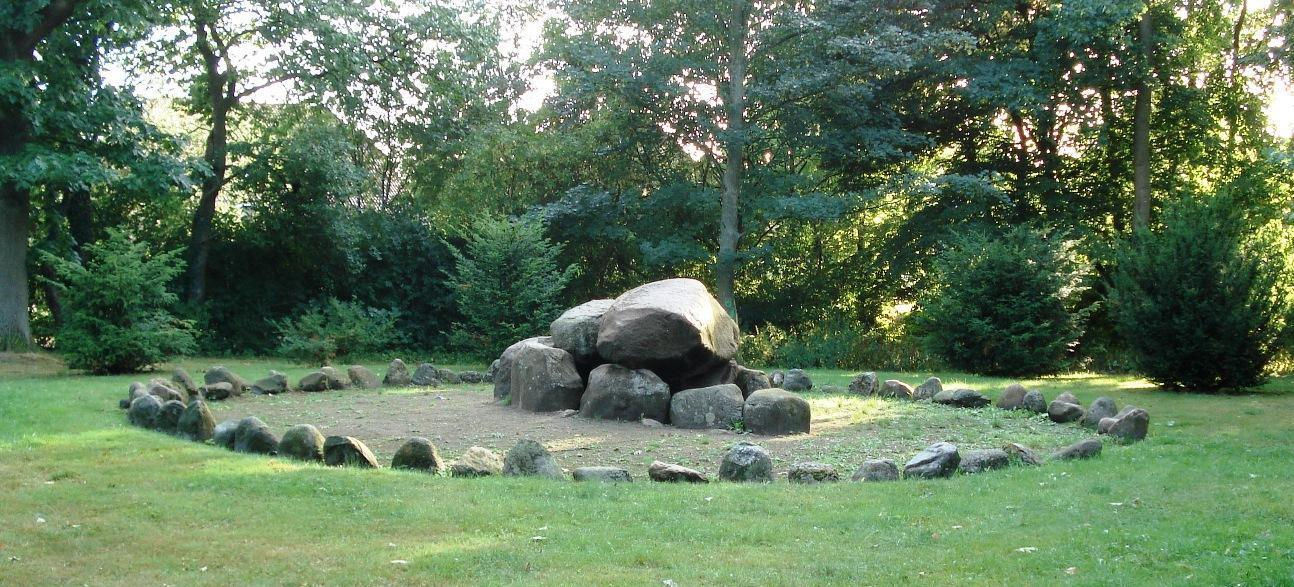
Die (rekonstruierte) Grabkammer Malente (in Malente) mit dem umgebenden Steinkreis

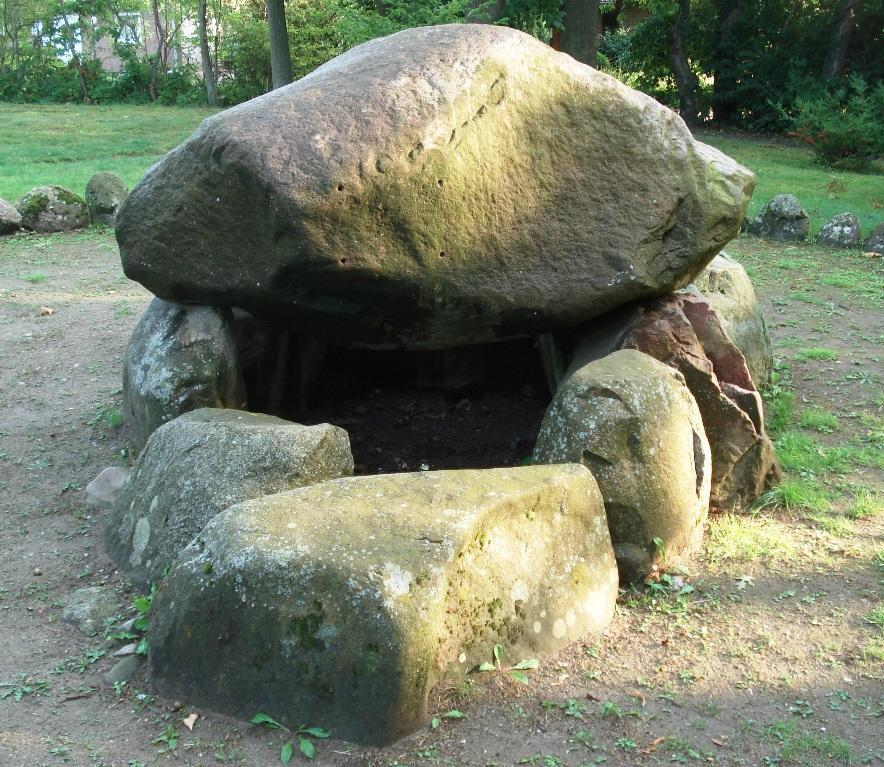
Die (rekonstruierte) Grabkammer Malente aus Norden

Die jungsteinzeitliche Grabkammer Malente ist ein Dolmen in Malente im Kreis Ostholstein in Schleswig-Holstein. Das rekonstruierte Großsteingrab befindet sich südlich der L 174 von Malente nach Eutin-Sielbeck. Es ist meridional ausgerichtet hat eine Länge von etwa fünf Metern und eine Breite von etwa 2,5 m. Die Megalithanlage der Trichterbecherkultur (TBK) entstand zwischen 3500 und 2800 v. Chr. 
Das Ganggrab besteht aus zehn großen Findlingen, acht Tragsteinen und zwei Decksteinen. Zwei der drei Tragsteine an den beiden Längsseiten stützen die beiden großen Decksteine – zwei Tragsteinen liegt kein Deckstein auf (so dass ein lateraler Zugang zur Grabkammer bleibt); im Süden und im Norden schließt je ein Endstein die Schmalseiten ab. 
In einem Abstand von etwa vier Metern um das Großsteingrab befindet sich ein Kreis aus kleinen Findlingen, der den Umfang eines Megalithanlagen in der Regel überdeckenden Erdhügels darstellen soll.

## Geschichte
Das Großsteingrab wurde in den 1920er Jahren auf dem Flurstück Pennebusch (nahe dem Hotel „Holsteinische Schweiz“) entdeckt, als eine Stelle untersucht wurde, auf der bei Feldarbeiten ausgeglühte Feuersteinstücke aufgefallen waren. In der Mitte der Fläche fand sich eine rechteckige Lehmfläche mit Resten eines Steinpflasters, allerdings keine großen Steine. Abseits der Längs- und Schmalseiten der Lehmfläche wurden tiefer im Erdboden große Steine gefunden – hieraus wurde geschlossen, dass um das Grab zu beseitigen, Gräben ausgehoben worden waren, in denen Steine des Grabes versenkt wurden. Die gefundenen Steine wurden als Trägersteine – keiner als Deckstein – identifiziert. Die Steine wurden geborgen und für die Rekonstruktion des Großsteingrabes an der heutigen Stelle verwendet.